# Ellobius fuscocapillus
Ellobius fuscocapillus је врста волухарице.

## Распрострањење
Ареал врсте покрива средњи број држава. Врста има станиште у Авганистану, Пакистану, Ирану и Туркменистану.

## Станиште
Станиште врсте су планине.

## Угроженост
Ова врста је наведена као последња брига, јер има широко распрострањење и честа је врста.